# Герб Тлумача
Герб Тлумача затверджений 17 жовтня 2012 року рішенням Тлумацької міської ради. Герб є промовистим.

## Опис
Щит із зображенням особи Тлумача (в літописі — толмача) з книгою, семипроменевої зірки та колосків на синій площині. Щит вписується у декоративний картуш та увінчується міською мурованою короною з трьома зубцями.
Блакитний щит із зображенням Тлумача, книгою, семипроменевою зіркою та колосками. Блакитний колір щита, що символізує небо, уособлює висоту, великодушність, чесність, вірність і бездоганність, є основою для зображення особи Тлумача, який сидить з книгою на колінах і думає над її змістом. Він підняв правицю до неба, вказуючи на семипроменеву зірку, сонце, яке завжди має сяяти над містом.
Книга— символ високої культури і високої релігії. Як джерело мудрості одкровення є «священною книгою». Книга — емблема просвітництва, знання, освіти. Відкрита книга символізує чистий розум та освіченість. Зображення книги на деяких старих гербах — пряме зображення Святого письма — Біблії, Корану, Талмуду, Тори та ін., емблема святої книги. У цьому гербі у неї це ж значення — Біблія перекладена тлумачами різними мовами, і українською також, покровителем яких сьогодні вважається Святий Ієронім, християнський теолог, письменник, відомий як перекладач тексту Біблії з грецької та гебрейської мов на тогочасну латинську мову.
Срібний (графічно білий) колір зображення Тлумача та міської мурованої корони символізує благородство, відвертість, а також чистоту, невинність і правдивість.
Жовта семипроменева зірка символізує сім доріг, які сходяться до Тлумача: одна з Палагич, друга з Локіток, третя з Гончарівки, четверта з Озерян, п'ята з Королівки, шоста з Колінців, сьома з Надорожної. У давнину семипроменева зірка означала сонце. Колядники заходили в двір, будили господаря: «Прокинься, господарю, прокинься, в твій дім заходить нове сонце!» Жовтий колір — це колір небесних світил, колір Сонця, сонячного проміння, без якого неможливе існування, життя.
Золота (жовта) семипроменева зірка була основним елементом давнього герба Тлумача. На неї вказує толмач і як на історичний знак Тлумача, на минуле міста, без якого не було б сьогодення.
Колоски є символом однієї з найбільших святинь українського народу — хліба, символом урожайності та процвітання. Вони відображають працьовитість і єдність народу та є символом родючості української землі. Колоски символізують життя і вказують на головні риси характеру жителів міста: працелюбність, гостинність, любов до рідної землі.
Лаврова гілка — символ слави, благородства, мужності та патріотизму.

## Історія

Історичний герб Тлумача

У XVIII столітті місто стало власністю графів Потоцьких, а пізніше, з 1810 року, уже за часів австрійського панування, — графів Дзєдушицьких, у володінні яких залишалося до середини XIX століття.
Невдовзі цісарський уряд затвердив для Тлумача як повітового міста Станіславської округи герб, успадкований, імовірно, з часів королівської Польщі. На його блакитному тлі містилася золота семипроменева зірка, а щит вінчала королівська корона. Подібний малюнок зірки був у минулому атрибутом шляхетського герба «Гульденштерн», який надавався переважно шведським вихідцям, однак причину появи цього символу на Тлумацькому міському гербі поки що не з'ясовано.